# کیم بو-کیوم
کیم بو-کیوم (به انگلیسی: Kim Boo-kyum) (کره‌ای: 김부겸; هانجا: 金富謙; لاتین‌نویسی اصلاح‌شده: Kim Bugyeom) (زاده ۲۱ ژانویه ۱۹۵۸) سیاستمدار اهل کره جنوبی است که از ۱۴ مه ۲۰۲۱ نخست‌وزیر کره جنوبی است. وی از سال ۲۰۱۷ تا ۲۰۱۹ وزیر کشور و ایمنی بود. او که عضو حزب مینجو کره جنوبی بود، از سال ۲۰۱۶ تا ۲۰۲۰ به عنوان نماینده مجلس ملی کره جنوبی حوزه اول ایالت سوسئونگ فعالیت کرد و قبلاً از سال ۲۰۰۰ تا ۲۰۱۲ نماینده ایالت گانپو بود. در انتخابات پارلمانی ۲۰۱۶ در داگو، کیم حریف خود کیم مون سو را با ۶۲٫۵ درصد آرا شکست داد و این اولین بار بود که از سال ۱۹۸۵ یکی از اعضای حزب لیبرال در آن شهر انتخاب می‌شود. کیم پیشتر در انتخابات محلی ۲۰۱۴ در شهرداری داگو نامزد شده بود و ۴۰ درصد از آرا را به دست آورد.